# Hyphessobrycon zoe
Hyphessobrycon zoe — вид прісноводних риб родини харацинових (Characidae). Описаний у 2020 році.

## Назва
Видова назва вшановує невеликий народ зо'е з групи тупі-гуарані, що мешкає неподалік типового місцезнаходження виду.

## Поширення
Ендемік Бразилії. Трапляється у річці Пару у штаті Пара на півночі країни.